# Кен Карил (Колорадо)
Кен Карил (енгл. Ken Caryl) насељено је место без административног статуса у америчкој савезној држави Колорадо.

## Демографија
По попису из 2010. године број становника је 32.438, што је 1.551 (5,0%) становника више него 2000. године.
| Група             | 2000.          | 2010.          |
| Белци             | 27.564 (89,2%) | 27.710 (85,4%) |
| Афроамериканци    | 220 (0,7%)     | 261 (0,8%)     |
| Азијати           | 549 (1,8%)     | 699 (2,2%)     |
| Хиспаноамериканци | 2.056 (6,7%)   | 3.099 (9,6%)   |
| Укупно            | 30.887         | 32.438         |